# Международная объединённая пятидесятническая церковь
Междунаро́дная объединённая пятидеся́тническая це́рковь (United Pentecostal Church International, UPCI) — крупнейшая пятидесятническая церковь, относящаяся к группе пятидесятников-унитариев. Объединяет свыше 3 миллионов верующих в 37 тыс. церквах по всему миру. 
Штаб-квартира организации расположена в американском городке Сент-Луис, штат Миссури.

## История
Церковь была образована 25 сентября 1945 года в Сент-Луисе путём слияния двух крупных пятидесятнических союзов — Пятидесятнических ассамблей Иисуса Христа (созданных в 1931 году) и Пятидесятнической церкви (созданной в 1925). Обе эти группы восходят к расколу, произошедшему в 1916 году в Ассамблеях Бога, когда четверть служителей отказались принимать тринитарианскую поправку в Декларации веры. 
В 1972 году к наименованию деноминации было добавлено слово «Международная». 
Церковь пережила ряд расколов. В 1955 году от неё отделилась группа, ставшая впоследствии Пятидесятническими Ассамблеями Иисуса Христа. В 2001 году из Объединенной пятидесятнической церкви вышел крупнейший национальный союз — Апостольская церковь Эфиопии.

## Вероучение
Церковь разделяет большинство протестантских догматов, верит в богодухновенность Библии, двойную (божественную и человеческую) природу Христа, спасение по благодати через веру. В движении признаются два таинства — крещение и причастие, которое совершается с омовением ног.  Как и все пятидесятнические группы, церковь верит в крещение Духом Святым со знамением говорения на иных языках, а также в духовные дары и возможность физического исцеления. 
Важнейшим отличием от классического пятидесятнического движения является отрицание догмата Троицы. Богословие церкви является формой модализма — веры в то, что Отец и Сын и Дух Святой являются не тремя вечными лицами Троицы, а тремя временными модусами, в которых Единый Бог себя раскрывает. Отсюда следует иная формула водного крещения в церкви — «крещение во имя Иисуса».

## Современное состояние
Церковь ведет миссионерскую работу в 125 странах мира и объединяет свыше 3 миллионов верующих. Наибольшее количество прихожан церкви проживает в США — 646 тыс. верующих в 4,4 тыс. церквах. Крупные общины движения расположены в Колумбии, Нигерии, Индии, Канаде, Эквадоре, Гаити, Венесуэле, Индонезии и Ямайке.